# Opération Josué
 (novembre 2019).
Si vous disposez d'ouvrages ou d'articles de référence ou si vous connaissez des sites web de qualité traitant du thème abordé ici, merci de compléter l'article en donnant les références utiles à sa vérifiabilité et en les liant à la section « Notes et références ».
L'opération Josué ou opération Reine de Saba est une opération menée en 1985 par l'État d'Israël pour transférer 800 Falashas du Soudan vers son territoire.
George H. W. Bush, alors vice-président des États-Unis, organisa avec la CIA cette « suite » à l'opération Moïse qui avait déjà permis l'émigration de 8 000 personnes vers Israël. Le reste des Juifs d'Éthiopie fut bloqué par le régime de Mengistu Hailé Mariam jusqu'à la crise de 1991 qui permit la réalisation de l'opération Salomon.
Certains[réf. nécessaire] pensent même que la perte du pouvoir par Mengistu a été facilitée par les services américains et israéliens à cause de son refus de laisser émigrer les Juifs d'Éthiopie.